# Pont del Diable (Cardona)

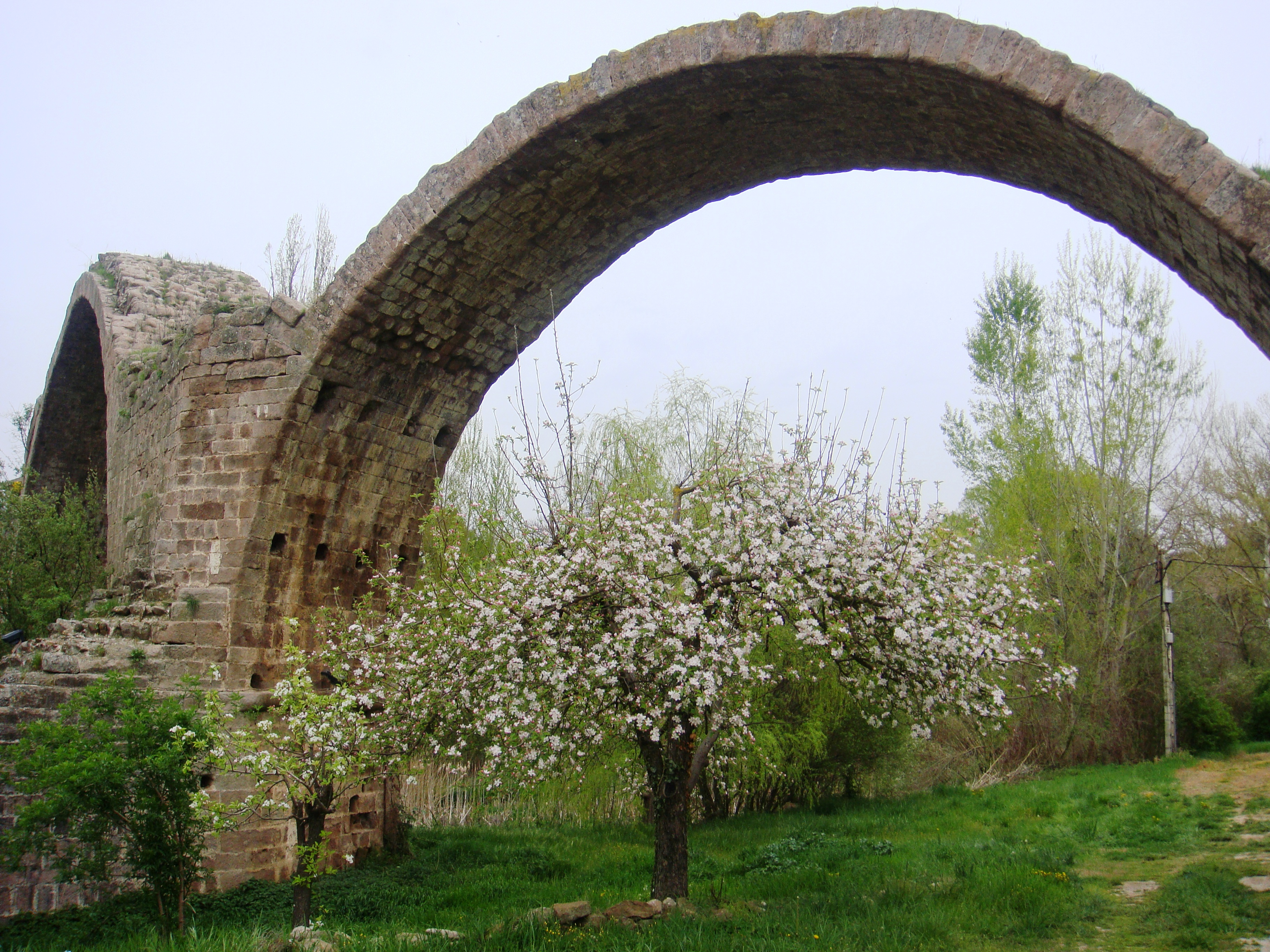
Pont del Diable

Der Pont del Diable, spanisch Puente del Diablo (dt. Teufelsbrücke), ist eine mittelalterliche Bogenbrücke über den Fluss Cardener in Cardona in Katalonien (Spanien), die im 15. Jahrhundert errichtet wurde. Die Brücke ist seit 1962 ein geschütztes Baudenkmal.

## Geschichte und Beschreibung
Die erste Erwähnung der Teufelsbrücke wird für 1424 überliefert. Die heute nicht mehr benutzbare Brücke im gotischen Stil besitzt fünf Bögen mit unterschiedlichen Spannweiten. Sie wurde aus Quadersteinen gefertigt. 